# Andrew Z. Fire
Andrew Zachary Fire (ur. 27 kwietnia 1959 w Palo Alto) – amerykański patolog i genetyk, laureat Nagroda Nobla w dziedzinie fizjologii i medycyny w 2006 roku (wraz z Craigiem Mello) „za odkrycie mechanizmu interferencji RNA”. Fire pracuje na Uniwersytecie Stanforda.